# Ха (шоста літера арабської абетки)

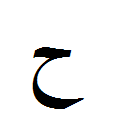
Ізольована форма літери

Ха (араб. حاء; х̣а̄’) — шоста літера арабської абетки, позначає звук [ħ]. Не слід плутати х̣а̄’ з х̮а̄’ — в українській мові їхні назви збігаються, проте їхнє звучання зовсім різне.
В ізольованій позиції ха має вигляд ح; в кінцевій — ـح; в серединній — ـحـ; в початковій — حـ.
Ха належить до місячних літер.
Літері відповідає число 8.
В перській мові ця літера має назву «ха-є хотті» (перс. حاى حُطى) або «ха-є джимі» (перс. حاى جيمى), звучить як [ḥ].

## В юнікоді
| Юнікод         | U+062D            |
| Ім'я в юнікоді | ARABIC LETTER HAH |
| HTML           | &#1581;           |
| ISO 8859-6     | 0xcd              |